# Unreal Tournament III
Unreal Tournament III (сокр. UT3, ранние названия: Unreal Tournament 2007, Envy) — компьютерная игра в жанре шутера от первого лица, разработанная компанией Epic Games и изданная Midway Games. Релиз состоялся в 2007 году. Сюжет повествует о бойце под позывным «Рипер», который пытается отомстить за нападение на свой родной мир, но после свершения самосуда оказавшемся преданным персонажем из предыдущих частей серии, Малькольмом.
Является восьмой и последней игрой в серии Unreal и четвёртой в подсерии Unreal Tournament, хронологически следуя за Unreal Tournament 2004. У игры планировалось продолжение и переиздание, однако на лето 2023 года оба проекта считаются отменёнными.

## Игровой процесс

Геймплей UT3. На снимке экрана игрок стреляет по противнику из ракетницы

Unreal Tournament III является шутером от первого лица. В таких играх от игрока требуется умение быстро реагировать на опасности и активно двигаться по карте в поисках оружия и бонусов, а также знание самих карт. UT3 отличается от представителей своего жанра того времени тем, что в ней нет разделения по классам, так как игрок может иметь с собой сразу всё оружие доступное в игре, а также высоким темпом игры. В Unreal Tournament III присутствует одиночная кампания и мультиплеер. Визуальная составляющая игры схожа с Gears of War, по сравнению с предыдущими частями серии она более тёмная и мрачная.
В отличие от UT2004, четвёртая часть лишилась нескольких режимов игры, часть идей которых перешла в переработанный режим Onslaught (с англ. — «Наступление»), который стал называться «Война» (англ. Warfare), были добавлены 6 новых видов техники, вдохновлённых различными научно-фантастическими произведениями, а также ховерборд (англ. hoverboard). В игру вернулись «отбойный молоток» (англ. impact hammer), который заменил собой shield gun, «инфорсер» (англ. enforcer) и «транслокатор» (англ. translocator), некоторое оружие было незначительно изменено ради достижения лучшего баланса, lightning gun и механика «адреналина», впервые появившиеся в UT2003, не попали в игру.
В Unreal Tournament III всё также присутствует возможность изменения облика игрока, но тонкая настройка параметров игры возможна лишь путём изменения .ini файлов в корневой папке. Оттуда же можно запустить UnrealEd.

### Режимы игры
В первых версиях UT3 присутствуют следующие режимы:
- Deathmatch («ДМ» в русской локализации) — сражение «все против всех» на 4-16 игроков. Победа достаётся игроку, либо достигшему лимита «фрагов»[c], либо имеющему наибольшее их количество к концу матча. В данном режиме победа игрока зачастую достигается за счёт реакции и рефлексов;
- Team Deathmatch («ТДМ») — от предыдущего отличается необходимостью командной игры. Для победы в этом режиме в лидерах по «фрагам» должен оказаться не какой-то конкретный игрок, а команда. «Фраг» каждого члена команды увеличивает общий счёт. Из-за начисления очков по командам в данном режиме от игрока требуется дополнительная осторожность;
- Дуэль — версия «Deathmatch», в которой победа достигается по тому же принципу, но только два игрока сражаются друг с другом;
- Capture the Flag («ЦТФ») — режим, в котором две команды пытаются украсть флаг противника, сохраняя свой;
- Vehicle Capture the Flag («ВЦТФ») — то же самое, что и предыдущий режим, но сражения происходят на больших по своим размерам картах с использованием различной внутриигровой техники. В одной игре в режиме «ВЦТФ» с обеих сторон может сражаться до 32 игроков;
- Warfare («Война») — режим, в котором две команды пытаются уничтожить «ядро» (англ. core) противника. Чтобы атаковать «ядро», нужно захватить цепочку точек на карте. Захват производится при помощи «линка» (англ. link) или энергосферы.

Позже с выходом дополнения Titan Pack в игру попали два дополнительных режима: Greed («Жадность») и Betrayal («Предательство»).

## Сюжет
Действие игры начинается через несколько лет после Unreal Tournament 2004, а именно в 2307 году. Колония людей атакована краллами (англ. Krall), монстров под контролем некрисов (англ. Necris) во главе с главным антагонистом игры, Акашей (англ. Akasha), которая желает заразить всё живое нанитами. Колонистам помогает отряд ронинов, состоящий из четырёх бойцов: лидера подразделения и главного героя игры, Джеймса Хоукинса с позывным «Рипер» (англ. Reaper, с англ. — «Жнец»), для которого эта планета является родной, его сестры «Джестера», а также «Отелло» и «Бишопа». В ходе попытки совершить эвакуацию «Рипер» оказывается крайне тяжело ранен. Лечением героя занялась корпорация «Изанаги» (англ. Izanagi) в расчёте на то, что тот будет работать на неё, воюя против её конкурентов. Для проведения военных действия «Изанаги» наняли в качестве командующего Малькольма, одного из победителей ранее проводившихся турниров.
Некрисы обладают огромной мощью, так что «Изанаги» решает искать источники ресурсов, необходимых для проведения полноценной войны. Первым противником в игре является корпорация «Эксон» (англ. Axon), специализирующаяся на разработке и производстве различной техники. После нескольких сражений она соглашается предоставлять свою продукцию и бойцов для «Изанаги». Следующей целью корпоративных войн становится «Лиандри» (англ. Liandri), ранее проводившая турниры, о которых были предыдущие части подсерии Tournament, и занимающаяся робототехникой. Их промышленные объекты атакуются с целью получения дополнительных роботизированных боевых единиц. Примерно в этот момент некрисы начинают полноценную войну, стирая с лица Земли сразу несколько крупных городов. В связи с неготовностью отражения вражеской атаки между «Рипером» и Малькольмом возникают противоречия.
Теперь ронины вынуждены биться со своим основным противником и его подопечными. Первым делом героям необходимо победить краллов: дав противнику отпор, «Рипер» и его отряд смог сразить предводителя стаи, отчего остальные монстры оказались дезорганизованы. Далее идёт череда боестолкновений с основными силами некрисов, результатом которых стало отступление врага до их родной планеты. В этот момент «Новое правительство Земли» планирует заключить мир, однако ронины решаются угнать их корабль, чтобы отправиться в окончательный бой с Акашей. От неё отвернулось большинство её союзников, из-за чего ей приходится постоянно бежать. В конце игры случается заключительная дуэль между «Рипером» и Акашей, из которой тот выходит победителем, однако оказалось, что его предали. Малькольм изначально сговорился с приближёнными антагонистки, чтобы подмять под себя конкурентов «Изанаги» в связи с идущей войной, а также чтобы заработать на контрактах по восстановлению разрушенных колоний. При этом отряд ронинов был объявлен вне закона, после чего за ним приходят наёмники и убивают каждого его члена, кроме «Рипера». Тот бросается в бой, после чего идёт открытый финал.

## Разработка и выпуск

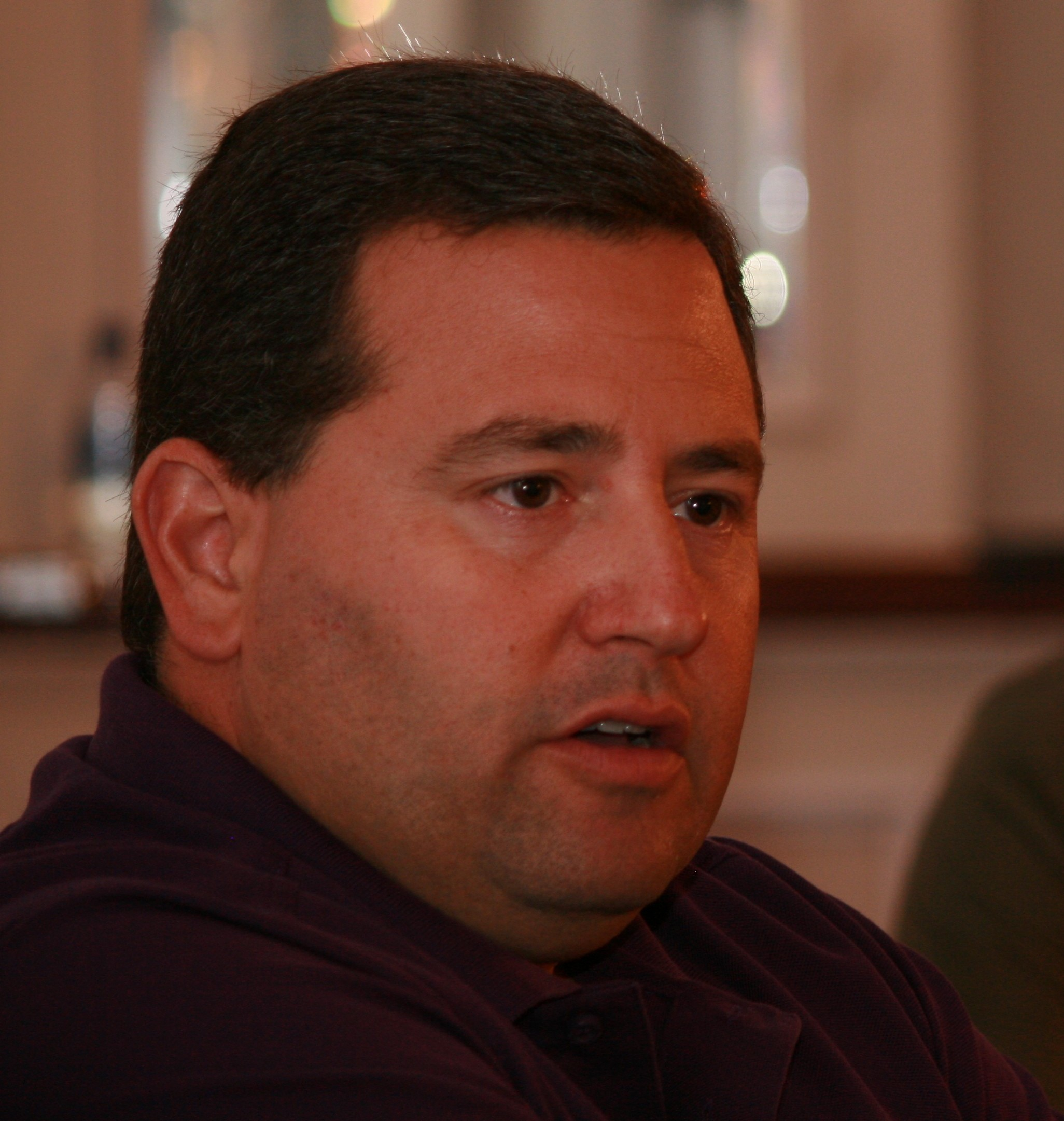
Рейн, Марк, вице-президент Epic Games

Кодовым именем игры до начала разработки было Envy. 9 мая 2005 года она была официально анонсирована под названием Unreal Tournament 2007. Издателем выступила Midway, а разработчиком — Epic Games. Позже название сменилось на Unreal Tournament III: она была названа так в честь своего движка, Unreal Engine 3, хотя и является четвёртой игрой в серии.
Как говорит Джеф Моррис, старший продюсер игры, разработчики не хотели добавлять много нового в игру, так как в Unreal Tournament 2004 режимы Double domination и Bombing run не получили заметного внимания со стороны сообщества и использовались только на некоторых отдельных серверах, из-за чего студия приняла решение развивать проект не в ширину, а в глубину. Режим Assault также был отброшен, так как, по словам Джефа, он требовал сплочённости команды. Некоторые его идеи были частично использованы для обновлённого Onslaught, который стал называться Warfare.
Релиз игры в Германии состоялся на неделю раньше, чем в Северной Америке, 12 ноября 2007. В СНГ Unreal Tournament III вышла 22 ноября того же года, но ещё 20 ноября случился эксклюзивный релиз в магазине «Это». Саундтрек был издан 20 ноября 2007 года под названием Unreal Tournament 3: The Soundtrack лейблом Sumthing Else Music Works, его написали Йеспер Кюд и Ром Ди Приско. Релиз портированной версии для Xbox 360 произошёл 7 июля 2008 года.

### Следующая игра серии
3 мая 2014 года Марк Рейн, вице-президент Epic, объявил в своём Твиттере: «Да, UT возвращается!», хотя ещё в марте того же года Тим Суини, основатель студии, заявил, что в ближайшее время не будет анонсировано новых игр в этой серии, и обратил внимание на их другую игру — Fortnite. По словам Стива Полджа, ребут должен был использовать Unreal Engine 4, а разработка должна была вестись совместными усилиями Epic Games и сообщества. Планировалось, что игра будет свободной, а зарабатывать с неё студия будет за счёт внутриигрового магазина, в котором отдельные авторы по своему желанию могли бы продавать или раздавать бесплатно созданный ими контент. Игра не должна была иметь конкретной даты выхода. Проект должен был быть доступен для Windows, Linux и macOS. Через короткое время композиторы оригинальной Unreal Tournament изъявили желание присоединится к проекту. Проект получил название Unreal Tournament и находился в пре-альфе. В ходе разработки было создано несколько карт, в том числе новая версия Facing Worlds. Летом 2017 года обновления прекратились, в сентябре 2018 года было объявлено, что команда, занимавшаяся разработкой игры, направлена помогать разрабатывать Fortnite Battle Royale, а в декабре того же года Тим Суини заявил, что игра «не находится в активной разработке».
В ходе судебного процесса между Apple и Epic Games появились сведения о том, что последние разрабатывают обновлённую версию игры. В конце 2022 года она была официально анонсирована под названием Unreal Tournament 3 X. Примерно тогда же было объявлено о прекращении онлайн-поддержки для более чем 20 игр Epic, в том числе UT3, 24 января 2023 года. Проект 3 X, вероятно, отменён.

## Оценки, восприятие, культурное влияние
| Сводный рейтинг       | Сводный рейтинг              | Сводный рейтинг              | Сводный рейтинг              |
| Издание               | Оценка                       | Оценка                       | Оценка                       |
| Издание               | PC                           | PS3                          | Xbox 360                     |
| --------------------- | ---------------------------- | ---------------------------- | ---------------------------- |
| GameRankings          | 83,15 %                      | 86,15 %                      | 82,52 %                      |
| Metacritic            | 83/100                       | 86/100                       | 82/100                       |
| Иноязычные издания    |                              |                              |                              |
| Издание               | Оценка                       | Оценка                       | Оценка                       |
| Издание               | PC                           | PS3                          | Xbox 360                     |
| Game Informer         | 9/10                         | 8,5/10                       | 8,5/10                       |
| GamePro               | 4,5/5                        | 4,25/5                       | 3,25/5                       |
| GameSpy               | [ 43 ]                       | N/A                          | [ 44 ]                       |
| GameZone              | 8,5/10                       | 8,8/10                       | 8,5/10                       |
| IGN                   | 9,0/10                       | 9,0/10                       | 8,5/10                       |
| Jeuxvideo.com         | 16/20                        | N/A                          | N/A                          |
| PC Gamer (UK)         | 8,9/10                       | N/A                          | N/A                          |
| Русскоязычные издания |                              |                              |                              |
| Издание               | Оценка                       | Оценка                       | Оценка                       |
| Издание               | PC                           | PS3                          | Xbox 360                     |
| Absolute Games        | 81 %                         | N/A                          | N/A                          |
| Gameplay              | 4/5                          | N/A                          | N/A                          |
| «PC Игры»             | 8,5/10                       | N/A                          | N/A                          |
| StopGame.ru           | 4,4/5                        | N/A                          | N/A                          |
| «Игромания»           | 8,5/10                       | N/A                          | N/A                          |
| «Игры Mail.ru»        | 9,0/10                       | N/A                          | N/A                          |
| «ЛКИ»                 | 92 %                         | N/A                          | N/A                          |
| «Мир фантастики»      | 9/10                         | N/A                          | N/A                          |
| «НИМ»                 | 8,6/10                       | N/A                          | N/A                          |
| «Страна игр»          | 8,5/10                       | N/A                          | N/A                          |
| Награды               |                              |                              |                              |
| Издание               | Награда                      | Награда                      | Награда                      |
| GamePro               | «Editors’ Choice» (PC)       | «Editors’ Choice» (PC)       | «Editors’ Choice» (PC)       |
| GameSpy               | «Editors’ Choice» (Xbox 360) | «Editors’ Choice» (Xbox 360) | «Editors’ Choice» (Xbox 360) |
| «PC Игры»             | «Золотой кулер» (ПК)         | «Золотой кулер» (ПК)         | «Золотой кулер» (ПК)         |
| «ЛКИ»                 | «Корона» (ПК)                | «Корона» (ПК)                | «Корона» (ПК)                |

Игра получила «в основном положительные отзывы», согласно сайту-агрегатору Metacritic.
Графическое исполнение игры было воспринято положительно. Чарльз Оньет из IGN пишет, что графика делает игровой процесс более впечатляющим. Сид Шумен из GamePro считает, что UT3 не может дать настолько хорошую картинку, как Crysis или Call of Duty 4, но проработка внутриигрового транспорта поразительна. Дакота Грабоуски из GameZone отмечает высокую детализацию карт, моделей персонажей и техники вместе с «исключительно хорошей» оптимизацией, о последнем также пишут рецензенты Game Informer и GameSpy. Роман Тарасенко из «Страны игр» считает, что, хотя уровни выглядят хорошо, они не имеют какого-то общего стиля, из-за чего после игры «в голове не остаётся ничего, кроме россыпи ярких текстур». Критик из iXBT.games, наоборот, хвалит разнообразие локаций, но критикует их за общую тусклость, он также отмечает, что эффект размытия мешает вести дальний бой.
К осени 2008 года было продано более одного миллиона копий Unreal Tournament III.
Летом 2018 года, благодаря уязвимости в защите Steam Web API, стало известно, что точное количество пользователей сервиса Steam, которые играли в Unreal Tournament 3 Black Edition хотя бы один раз, составляет 902 895 человек.
В декабре 2024 года в рамках сериала «Секретный уровень» вышел эпизод посвящённый серии Unreal Tournament. Рецензент из iXBT.games назвал его одним из лучших в сериале.

## Комментарии и примечания

### Комментарии
1. ↑  В видеоиграх того времени часто встречалось разделение по классам, к каждому из которых был приписан определённый набор оружия, способностей и характеристик. Так, в Team Fortress 2, вышедшей на месяц раньше, присутствует разделение на 9 классов и, например, «Медик» может лечить союзников, но не может притворяться противником как «Шпион»[4].
2. ↑  Под «тонкой настройкой» подразумевается возможность настроить различные мало влияющие на игровой процесс элементы, например, внешнего вида прицела или задержки двойного нажатия для выполнения уклонения.
3. ↑  Под «фрагами» (англ. frag) подразумевается набранное игроком количество очков[англ.], в данном случае — убийств персонажей других игроков.